# Byttneria ekmanii
Byttneria ekmanii là một loài thực vật có hoa trong họ Cẩm quỳ. Loài này được Urb. mô tả khoa học đầu tiên năm 1930.